# Tegastes longimanus
Tegastes longimanus är en kräftdjursart som först beskrevs av Claus 1863.  Tegastes longimanus ingår i släktet Tegastes och familjen Tegastidae. Arten är reproducerande i Sverige. Inga underarter finns listade i Catalogue of Life.